# Oecetis papposa
Oecetis papposa là một loài Trichoptera trong họ Leptoceridae. Chúng phân bố ở miền Australasia.